# Borče Nedelkovski
Borče Nedelkovski (Szkopje, 1916. április 1. – ?, 1985. január 3.) jugoszláv-macedón nemzetközi labdarúgó-játékvezető.

## Pályafutása

### Nemzeti kupamérkőzések
Vezetett Kupa-döntők száma: 1.

#### Jugoszláv Kupa
| Időpont         | Helyszín             | Mérkőzés típusa | Mérkőzés                     | Eredmény | Nézők száma |
| --------------- | -------------------- | --------------- | ---------------------------- | -------- | ----------- |
| 1957. május 26. | JNA Stadion, Belgrád | döntő           | FK Partizan–Radnički Beograd | 5 : 3    | 12 000      |

#### Mérkőzései az NBI-ben
| Időpont          | Helyszín             | Mérkőzés   | Eredmény | Nézők száma |
| ---------------- | -------------------- | ---------- | -------- | ----------- |
| 1962. október 7. | Népstadion, Budapest | Újpest–MTK | 5 : 0    | 15 000      |

### Nemzetközi játékvezetés
A Jugoszláv labdarúgó-szövetség Játékvezető Bizottsága (JB) terjesztette fel nemzetközi játékvezetőnek, a Nemzetközi Labdarúgó-szövetség (FIFA) 1956-tól tartotta nyilván bírói keretében. Több nemzetek közötti válogatott és klubmérkőzést vezetett, vagy működő társának partbíróként segített. A jugoszláv nemzetközi játékvezetők rangsorában, a világbajnokság-Európa-bajnokság sorrendjében többedmagával a 11. helyet foglalja el 2 találkozó szolgálatával. Az aktív nemzetközi játékvezetéstől 1963-ban a FIFA búcsúzott. Válogatott mérkőzéseinek száma: 5.

#### Európa-bajnokság
Az európai-labdarúgó torna döntőjéhez vezető úton Franciaországba az I., az 1960-as labdarúgó-Európa-bajnokságra és Spanyolországba az II., az 1964-es labdarúgó-Európa-bajnokságra az UEFA JB játékvezetőként foglalkoztatta.

##### 1960-as labdarúgó-Európa-bajnokság
| Időpont           | Helyszín                          | Mérkőzés típusa    | Mérkőzés            | Eredmény | Nézők száma |
| ----------------- | --------------------------------- | ------------------ | ------------------- | -------- | ----------- |
| 1959. április 26. | Beşiktaş İnönü Stadion, Isztambul | egyik nyolcaddöntő | Törökország–Románia | 2 : 0    | 24 000      |

##### 1964-es labdarúgó-Európa-bajnokság
| Időpont           | Helyszín             | Mérkőzés típusa    | Mérkőzés          | Eredmény | Nézők száma |
| ----------------- | -------------------- | ------------------ | ----------------- | -------- | ----------- |
| 1963. november 3. | Népstadion, Budapest | egyik nyolcaddöntő | Magyarország –NDK | 3 : 3    | 40 000      |

#### Nemzetközi kupamérkőzések

##### Bajnokcsapatok Európa-kupája
| Időpont           | Helyszín             | Mérkőzés típusa                 | Mérkőzés          | Eredmény | Nézők száma |
| ----------------- | -------------------- | ------------------------------- | ----------------- | -------- | ----------- |
| 1958. február 26. | Népstadion, Budapest | egyik negyeddöntő (2. mérkőzés) | Vasas SC–AFC Ajax | 4 : 0    | 70 000      |

## Külső hivatkozások
- Borče Nedelkovski. World Referee. [2012. október 2-i dátummal az eredetiből archiválva]. (Hozzáférés: 2013. február 15.)
- Borče Nedelkovski. footballzz.com. (Hozzáférés: 2013. február 15.)
- Borče Nedelkovski. footballdatabase.eu. (Hozzáférés: 2013. február 15.)
- Borče Nedelkovski. scoreshelf.com. [2015. április 6-i dátummal az eredetiből archiválva]. (Hozzáférés: 2013. február 15.)
- Borče Nedelkovski. eu-football.info. (Hozzáférés: 2013. február 15.)

| Elődje: T. Ivanovski | Kupa döntő 1956–1957 | Utódja: Erlich |